# 阿爾邁拉 (阿肯色州)
阿爾邁拉（英語：Almyra）是一個位於美國阿肯色州阿肯色縣的市鎮。根據2020年美國人口普查，該地人口為256人，而該地的面積約為1.00平方千米。

## 地理
阿爾邁拉的座標為34°24′21″N 91°24′43″W / 34.40583°N 91.41194°W，而該地的平均海拔高度為62米（即203英尺）。